# 紫顶妍蜂鸟
紫顶妍蜂鸟（学名：Thalurania glaucopis），是雨燕目蜂鸟科的一种鸟类。
紫顶妍蜂鸟体重约4.8克，翼长约54.9毫米，嘴峰长约22.8毫米，喙宽度约2.3毫米，喙厚度约2.2毫米，跗蹠长约3.9毫米，尾长约36.3毫米。紫顶妍蜂鸟在其分布区内为留鸟，其栖息在密集的高大树木组成的森林中，食性为草食性，主要食物来源是植物的花蜜。
紫顶妍蜂鸟分布于巴西东南部至巴拉圭东部和阿根廷东北部。该物种是单型物种，没有亚种分化。